# Heinrich Gärtner (malíř)

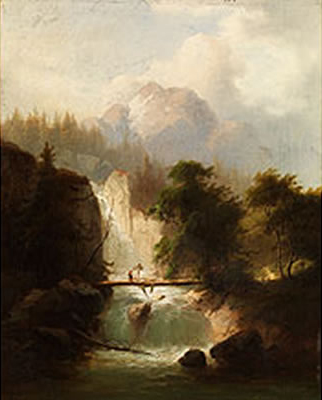
Alpská krajina s vodopádem

Heinrich Gärtner, křtěný Heinrich Friedrich Johann Starck, (* 22. února 1828, Ballin – 19. února 1909, Drážďany) byl německý malíř období romantismu a realismu, především krajinář.

## Život
Narodil se ve vsi Lindetal v Meklenbursku, dětství prožil v tamním rezidenčním městě Neustrelitz. Základům kresby a rytectví ho naučil rytec Ferdinand Ruscheweyh nebo jeho bratr, učitel kreslení a malíř dekorací Wilhelm Ruscheweyh. Po studijní cestě do Říma z roku 1832 se vrátil domů. Roku 1845 odjel do Berlína ke studiu krajinomalby do ateliéru Wilhelma Schirmera. Dále se vzdělával v Drážďanech u Ludwiga Richtera a opět v Římě, kde jej prof. Cornelius vedl ke studiu malby starých mistrů. Pracoval po celý život intenzivně na malbách velkých formátů. Zemřel v roce 1909 v Městském léčebném a ošetřovatelském ústavu v Drážďanech a byl pohřben na starém Anenském hřbitově.

## Dílo
Usiloval o spojení klasického pojetí krajinomalby (kompozice ve třech plánech: popředí, prostředí, pozadí) s živou barevností, ale nepřesáhl dobové konvence a tradici své generace. Nedosáhl kvalit plenérového pojetí impresionistů. V interiérech pracoval staromistrovsky dokonale technikami al fresco, al secco, enkaustikou i olejomalbou (obrazy vsazené do nástěnných rámů). Jeho dílo v Německu utrpělo zejména při bombardování budov za druhé světové války. Zakázky pro Vojtěcha Lannu mladšího tím byly povýšeny mezi jeho nejvýznamnější nástěnné malby.
Raná díla tvoří cykly krajinomaleb s figurální stafáží pro domy bohatých podnikatelů:
- Lannova vila v Praze-Bubenči
- Lannova vila v Gmundenu
- Dům městského radního Dürra v Konnewitzu (Lipsko)

Pokračoval veřejnými zakázkami, vyšel vítězně ze soutěží:
- nástěnné malby v novém Dvorském divadle v Drážďanech
- výzdoba sochařské haly muzea v Lipsku (enkaustika, dokončeno v roce 1879)
- tři krajinomalby na schodišti Zemědělského muzea v Berlíně, (1883–1885)